# Salmo 130
O Salmo 130 [129 na numeração grega] é o 130o ou 129o salmo do Livro de Salmos. É um dos salmos penitenciais. O primeiro versículo é um chamado a Deus em profunda tristeza, "das profundezas", como inicia o primeiro versículo na Versão Almeida Corrigida Fiel. É um dos quinze salmos que iniciam com a expressão "cântico da ascensão" (Shir Hama'alot). O Livro dos Salmos está no Ketuvim, a terceira seção da Bíblia Hebraica, e é um livro do Antigo Testamento cristão. Na versão Septuaginta grega da Bíblia e na Vulgata latina, este salmo é o Salmo 129, em um sistema de numeração ligeiramente diferente. Em latim, é conhecido como De profundis. 

## Texto

### Versão da Bíblia hebraica
Texto hebraico do Salmo 130:
| Versículo | hebraico                                         |
| --------- | ------------------------------------------------ |
| 1         | שִׁ֥יר הַֽמַּֽעֲל֑וֹת מִמַּֽעֲמַקִּ֖ים קְרָאתִ֣יךָ יְהֹוָֽה                   |
| 2         | אֲדֹנָי֘ שִׁמְעָ֪ה בְק֫וֹלִ֥י תִּֽהְיֶ֣ינָה אָ֖זְנֶיךָ קַשֻּׁב֑וֹת לְ֜ק֗וֹל תַּֽחֲנוּנָֽי   |
| 3         | אִם־עֲו‍ֹנ֥וֹת תִּשְׁמָר־יָ֑הּ אֲ֜דֹנָ֗י מִ֣י יַֽעֲמֹֽד                    |
| 4         | כִּֽי־עִמְּךָ֥ הַסְּלִיחָ֑ה לְ֜מַעַ֗ן תִּוָּרֵֽא                          |
| 5         | קִוִּ֣יתִי יְ֖הֹוָה קִוְּתָ֣ה נַפְשִׁ֑י וְלִדְבָ֘ר֥וֹ הוֹחָֽלְתִּי               |
| 6         | נַפְשִׁ֥י לַֽאדֹנָ֑י מִשֹּֽׁמְרִ֥ים לַ֜בֹּ֗קֶר שֹֽׁמְרִ֥ים לַבֹּֽקֶר                |
| 7         | יַחֵ֥ל יִשְׂרָאֵ֗ל אֶל־יְהֹ֫וָה כִּֽי־עִם־יְהֹוָ֥ה הַחֶ֑סֶד וְהַרְבֵּ֖ה עִמּ֣וֹ פְדֽוּת |
| 8         | וְהוּא יִפְדֶּ֣ה אֶת־יִשְׂרָאֵ֑ל מִ֜כֹּ֗ל עֲוֹֽנוֹתָֽיו                   |

Uma nota marginal na tradição do Texto Massorético indica que o Salmo 130:2 é o meio da seção em hebraico do Ketuvim (Escritos). 

### Texto do Salmo 130
1. Das profundezas clamo a ti, ó Senhor.
2. Senhor, ouve a minha voz: sejam os teus ouvidos atentos à voz das minhas súplicas.
3. Se tu, Senhor, observares as iniquidades, Senhor, quem subsistirá?
4. Mas contigo está o perdão, para que sejas temido.
5. Aguardo ao Senhor; a minha alma o aguarda, e espero na sua palavra.
6. A minha alma anseia pelo Senhor, mais do que os guardas pela manhã, mais do que os que velam pela manhã.
7. Espere Israel no Senhor; porque no Senhor há misericórdia, e nele há abundante redenção.
8. E ele remirá Israel de todas as suas iniquidades.